# Darius II
Darius II, (Perzisch: داریوش; Dāriyūsch) (oorspronkelijk Ochus genaamd), was sjah van Perzië uit het huis der Achaemeniden van 423 v.Chr. tot 404 v.Chr.. 
Hij komt voor in het Bijbelboek Ezra als tijdgenoot van de Joodse hogepriester Jochanan.
Toen sjah Artaxerxes I op 24 december 424 v.Chr. overleed, werd deze opgevolgd door zijn enige wettelijke zoon Xerxes II. Na anderhalve maand werd hij echter vermoord door zijn halfbroer Sogdianus, de zoon van een maîtresse van Artaxerxes. Sogdianus' broer Ochus kwam op zijn beurt tegen hem in opstand en doodde hem na een korte strijd, waarna hij zelf de troon besteeg en de koningsnaam Darius aannam. De Griekse bronnen vermelden hem als nothos ofwel 'bastaard'.
Als heersers worden Xerxes II en Sogdianus niet genoemd op de talrijke Babylonische tabletten, waardoor Darius II als direct opvolger wordt gezien van Artaxerxes I. De voornaamste bindingsfactor in het Perzische rijk was het prestige van de sjahansjah. De gevolgen van de troonstrijd en het snelle opeenvolgen van sjahs na de dood van Artaxerxes waren dan ook desastreus. Het centrale gezag en de macht van de sjah brokkelde nog sneller af, een proces dat al onder Artaxerxes I vrijwel onmerkbaar was begonnen. Er braken verscheidene opstanden uit, waaronder in Phoenicië en Egypte dat op het eind van Darius' regering in 405 of 404 v.Chr. onafhankelijk zou worden. Tevens bracht hij de decadentie van het hof tot het uiterste en was er sprake van een steeds sterker toenemende corruptie en wanbestuur, hetgeen het grote rijkssysteem van Darius I gigantisch verzwakte. Darius maakte een groot aantal slachtoffers bij zijn troonsbestijging door mensen uit te weg te ruimen met beestachtige middelen, als steniging, langzaam braden in een oven en ze dronken laten balanceren boven gloeiende kolen. De militaire kracht van het rijk nam ook veel verder af onder zijn regering.
Door de binnenlandse onlusten vertoonde Perzië nog weinig interesse voor het lot van de Griekse steden aan de kust van Klein-Azië, terwijl Sparta intussen, door dubieuze onderhandelingen, een welwillende Perzische neutraliteit nastreefde in zijn strijd tegen Athene. Darius II wenste echter de vernietiging van Athene niet, en voerde liever een politiek die het evenwicht tussen de Griekse supermachten in stand hield. Dit zou in zijn ogen de belangen van het Perzische Rijk meer dienen dan een kortzichtige wraakneming voor feiten die intussen reeds tot de geschiedenis behoorden.
Darius was getrouwd met zijn halfzuster (volgens sommige bronnen zijn tante) Parysatis, met wie hij twee zonen had, Artaxerxes en Cyrus. Parysatis was in allerlei paleisintriges betrokken: zo trachtte zij, na de dood van Darius, hun jongste zoon Cyrus op de troon te krijgen, in het nadeel van de oudere Artaxerxes. Tevens had Darius II bij een bijvrouw een zoon, genaamd Artostes, de grootvader van de toekomstige sjah Darius III.